# Zle oči
„Zle oči” je crnogorski kratki igrani film, režiju i scenario potpisuje crnogorski glumac i umjetnik Mirko Vlahović, čiji je to film prvenac.

## Улоге
| Глумац         | Улога         |
| -------------- | ------------- |
| Dušica Žegarac | Žena          |
| Jovan Osmajlić | Čovek         |
| Dragana Mrkić  | Čovekova Žena |